# Akuraj
Akuraj (arab. اكوراي, fr. Agourai) – miasto, zamieszkane przez ok. 15 200 ludzi, w Maroku, w regionie Meknes-Tafilalt.